# Frecăței, Brăila
Frecăței là một xã thuộc hạt Brăila, România. Dân số thời điểm năm 2002 là 1516 người.